# Goldie Gold y Jack Acción
Goldie Gold and Action Jack es una serie animada estadounidense, de 13 episodios producida por Ruby-Spears Productions y transmitida por ABC. Se trata sobre las aventuras de una adolescente llamada Goldie Gold, la mujer más rica del mundo, dueña del periódico Gold Street Journal, junto con su reportero estrella Action Jack Travis.